# Oscar Barney Finn
Oscar Barney Finn (Berisso, Província de Buenos Aires, 28 d'octubre de 1938) eés un guionista i director de cinema i teatre argentí.

## Trajectòria
Va estudiar a la Universitat de La Plata, es va perfeccionar a França gràcies a una beca del govern francès entre 1962 i 1964.
Va debutar en cinema en 1974 amb La balada del regreso amb María Vaner, Adrián Ghio i Ernesto Bianco seguit per Comedia rota el 1978 on va compartir l'autoria del guió amb l'actriu Julia von Grolman, que protagonitzaria diversos dels seus treballs, com De la misteriosa Buenos Aires basat en el llibre de Manuel Mujica Láinez, amb la participació d'Eva Franco.
En 1985 va filmar Contar hasta diez amb Oscar Martínez, Héctor Alterio i Julia von Grolman,guanyant una nominació al Ós d'Or del 35è Festival Internacional de Cinema de Berlín.
Al costat del crític Ernesto Schoo, va escriure i va filmar en 1992 Cuatro caras para Victoria sobre la vida de Victoria Ocampo protagonitzada per China Zorrilla, Nacha Guevara, Julia von Grolman i Carola Reyna encarnant les diferents etapes de la vida de la intel·lectual i aristòcrata argentina.
En teatre va dirigir El príncipe de Homburg, Vestir al desnudo, La gata sobre el tejado de zinc, Oscar y la Dama de Rosa, Doña Rosita la soltera, Cartas de Amor i Las de Barranco.
A televisió ha dirigit produccions com La Ronda d'Arthur Schnitzler, El Proceso de Franz Kafka, El viajero sin equipaje de Jean Anouilh, o Seis personajes en busca de autor de Luigi Pirandello.

## Premis
- Premi de la televisió a Biarritz, 1988.
- En 1991 va rebre el Premi Konex al millor director de televisió
- En 1997 va realitzar Momentos robados, per la qual va obtenir tres nominacions al Premi Còndor de Plata.

## Filmografia (llargmetratges)
- La balada del regreso (1974)
- Comedia rota (1978)
- Más allá de la aventura (1980)
- De la misteriosa Buenos Aires (codirector, 1981)
- Contar hasta diez (1985)
- Cuatro caras para Victoria (1989)
- Momentos robados (1997)